# Lietzow
Lietzow est une commune sur l'île de Rügen, dans l'arrondissement de Poméranie-Occidentale-Rügen, Land de Mecklembourg-Poméranie-Occidentale.

## Géographie
Lietzow est à environ onze kilomètres au nord de Bergen. Elle se situe sur une colline boisée au point le plus étroit entre la Großer Jasmunder Bodden et la Kleiner Jasmunder Bodden. Au nord-est de la commune, il y a la Großer Wostevitzer Teich. Ainsi la Bundesstraße 96 et la ligne de Stralsund à Sassnitz (précisément de Lietzow à Binz) traversent la commune.
Lietzow est composé des quartiers de Lietzow, Borchtitz et Semper.

## Histoire
Lietzow doit son nom à une colonie slave.
Le lieu est connu pour ses découvertes archéologiques datant du Néolithique, appelées "culture de Lietzow". En 1827, Friedrich von Hagenow trouve des silex. En 1867 et 1886, Rudolf Virchow recueille des couteaux, des haches de combat et d'autres objets en silex. En 1920, on déterre aussi des outils en bois de cerf.
Après la construction de la ligne de chemin de fer sur le barrage de Lietzow, on bâtit une villa d'architecte. Vers 1892-1893, elle devient une copie du château de Lichtenstein. Le client est Bopp, l'ingénieur du chemin de fer chargé de la construction de la ligne.